# Karl Schorn (konstnär)

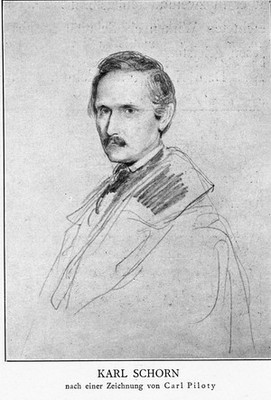
Karl Schorn.

Karl Lambert Schorn, född den 16 oktober 1803 i Düsseldorf, död den 7 oktober 1850 i München, var en tysk historiemålare. Han var brorson till Ludwig von Schorn.
Schorn studerade bland annat i Paris 1824–1827 för Gros och Ingres och blev 1847 professor vid konstakademien i München. Han målade historiska tavlor, som prisades för "sund realism i form och färg". Bland hans alster kan nämnas Maria Stuart och Rizzio, Cromwell läser bibeln för sina generaler (museet i Königsberg), Knox disputerar i religionsfrågor med soldater och Syndafloden (båda i Nya pinakoteket i München, den sistnämnda inte fullt avslutad).